# Ганенко, Пётр
Пётр Ганенко (рум. Petru Ganenco, 18 июля 1934, Незавертайловка, Слободзейский район, Молдавская АССР, Украинская ССР, СССР — 1999, Кишинёв, Молдавия) — советский библиотекарь, библиограф. В течение 18 лет руководил Государственной библиотекой Молдавской ССР им. Н. К. Крупской. Заслуженный деятель культуры Молдавской ССР.

## Биография
Пётр Ганенко родился 18 июля 1934 года в молдавском селе Незавертайловка.
В 1956 году окончил Кишинёвский государственный университет по специальности «история» и поступил на работу в Государственную библиотеку Молдавской ССР им. Н. К. Крупской. Работал методистом, главным библиотекарем, возглавлял отдел комплектования.
В марте 1965 года был назначен директором библиотеки. Уделял большое внимание библиографической работе, занимался разработкой важных библиографий, стал автором исследований по библиотечному делу, был старшим библиографом библиотеки Академии наук Молдавской ССР. В 1966 году издал книгу «История Кишинёвской публичной библиотеки, 1830—1917 гг.». В 1976—1977 годах инициировал издание научного сборника «Библиотечное дело и теория библиографии в Молдавии», издание которого было запрещено ЦК КП Молдавской ССР. Изучал историю библиотек Бессарабии, представлял молдавские библиотеки на всесоюзных и международных симпозиумах и конференциях.
В октябре 1984 года покинул пост директора Государственной библиотеку Молдавской ССР им. Н. К. Крупской, уступив его Григорию Судакевичу, но до ноября 1987 года работал заместителем директора по научной работе.
Заслуженный деятель культуры Молдавской ССР.
Умер в 1999 году в Кишинёве.